# Балконевизи
Балконевизи (итал. Balconevisi) је насеље у Италији у округу Пиза, региону Тоскана.
Према процени из 2011. у насељу је живело 244 становника. Насеље се налази на надморској висини од 132 м.